# SOCAR
La State Oil Company of Azerbaijan Republic (SOCAR), in lingua azera Azərbaycan Respublikası Dövlət Neft Şirkəti, è una società produttrice di petrolio e gas naturale di proprietà dell'Azerbaigian.

## Storia
La società fu fondata il 13 settembre 1992 dalla fusione di due aziende petrolifere di stato azere, la Azerineft State Concern e la Azerneftkimiya Production Association. L'operazione fu ordinata per decreto dal presidente Abülfaz Elçibay.
La compagnia è un'importante fonte di reddito per il regime autoritario dell'Azerbaigian ed è spesso associata alla corruzione diffusa in paese. Secondo un sondaggio del 2011 svolto da Transparency International sulle pratiche anticorruzione di quarantaquattro compagnie petrolifere, quella azera si classificò all'ultimo posto. Secondo Frank Schwabe, deputato del Bundestag tedesco e membro dell'Assemblea parlamentare del Consiglio d'Europa, SOCAR sarebbe uno "strumento centrale di guida per la politica estera e sportiva dell'autoritario presidente dell'Azerbaigian". In Germania, l'impresa azera svolgerebbe un ruolo rilevante nelle attività di lobbying e di corruzione oltre che di riciclaggio di denaro.

## Caratteristiche
Estrae petrolio e gas naturale, gestisce due raffinerie di petrolio azere e la realizzazione di oleodotti e gasdotti in tutto il paese; sovrintende i consorzi internazionali che sviluppano nuovi progetti in Azerbaigian. Ha un valore di 20 miliardi di dollari.

### Distributori di carburante

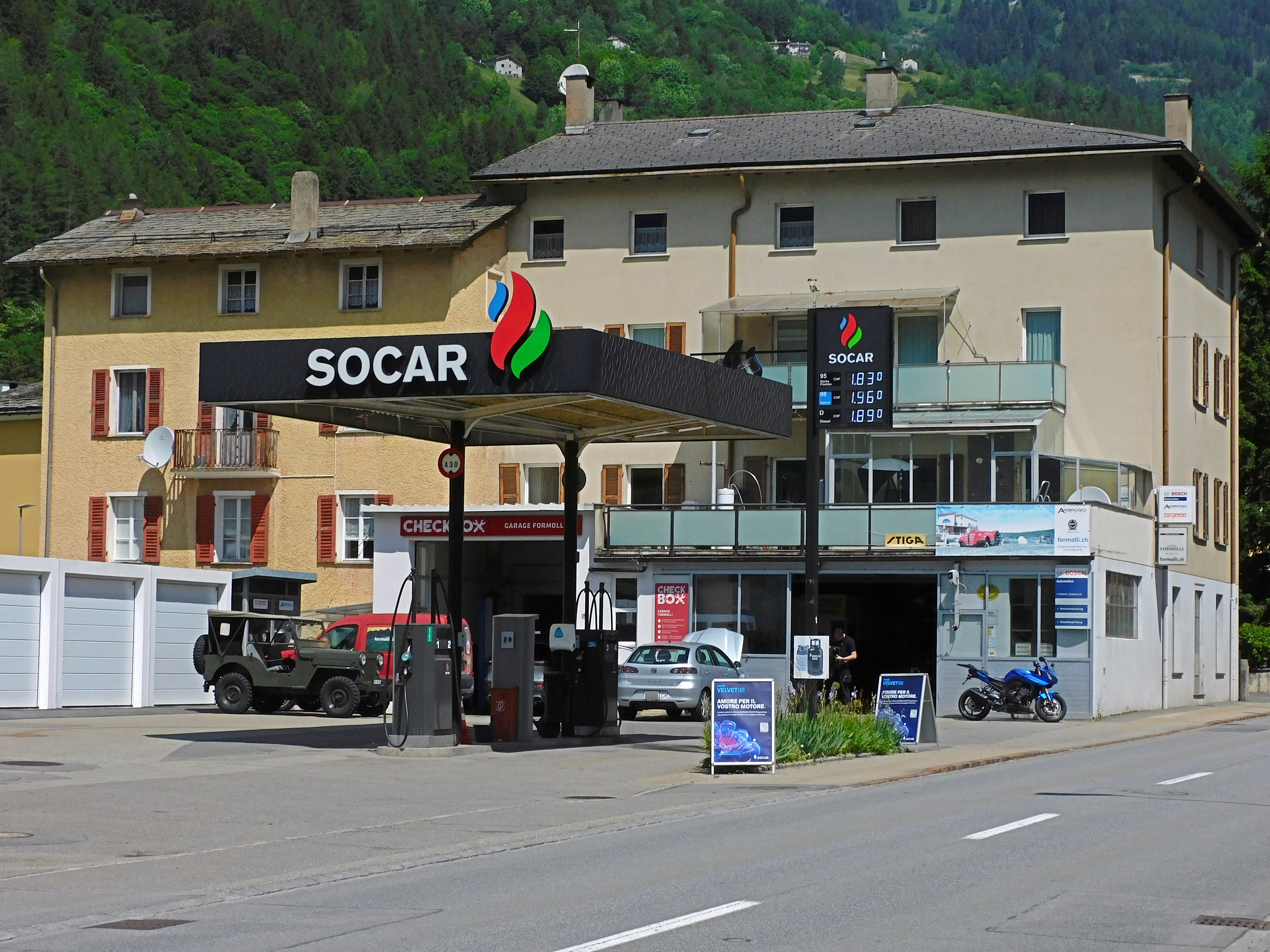
Un distributore SOCAR a Poschiavo.

Con il marchio "SOCAR" l'impresa ha una rete di distributori di carburanti in Azerbaigian, Georgia, Romania, Ucraina e Svizzera.
La prima stazione di servizio fu aperta in Georgia nel 2008, sotto la supervisione della controllata Socar Georgia Petroleum, seguita nel 2010 dalle prime aperte nel paese d'origine.
Nel 2011, fu aperto il primo distributore in Ucraina e SOCAR acquistò dalla ExxonMobil la controllata Esso Schweiz con più di 160 stazioni di servizio in Svizzera. La società fu rinominata SOCAR Energy Switzerland e i primi distributori a ricevere il nuovo marchio furono quelli di Zurigo il 25 settembre 2012.
Sempre nel 2011, SOCAR entrò anche nel mercato dei carburanti rumeno acquistando Romtranspetrol, una società con sede in Botoșani.